# Caspar Landsidel
Caspar Landsidel (* um 1514 in Leipzig; † 9. März 1560 ebenda) war ein deutscher Pädagoge und Rhetoriker.

## Leben
Landsidel wurde an der Universität Leipzig im Sommersemester 1527 immatrikuliert und 1534 erwarb er dort die Magisterwürde. Von der Reformation begeistert, ging er im Wintersemester 1536 an die Universität Wittenberg, obwohl Herzog Georg von Sachsen seinen Untertanen den Besuch dieser Einrichtung streng untersagt hatte. Im Sommer 1541 war er als humanistischer Universitätslehrer wieder in Leipzig tätig. Dort hielt er Vorlesungen über Vergil und Terenz sowie über Poetik.
Am 21. April 1543 wurde Landsidel in das Professorenkollegium aufgenommen und hatte seit 1545 die Professur für Quintilian inne, der auch in erster Linie Gegenstand seiner wissenschaftlichen Arbeiten war. 1548 schlugen ihn seine Amtsgenossen, die Professoren Joachim Camerarius der Ältere und Wolfgang Meurer, für das Amt des Rektors in Landesschule Pforta vor, das durch den eigenmächtigen Abgang des Rektors Cyriacus Lindemann unbesetzt war. Landsidel bekleidete zu dieser Zeit gerade das Amt eines Dekans an der philosophischen Fakultät.
Wieso er sich in seiner angesehenen Stellung an der Universität überreden ließ, das Rektorat in Pforte zu übernehmen, ist unbekannt. Er bereute es später auch sehr. Am 12. Mai 1548 stimmte der Kurfürstliche Rat Georg von Komerstadt der Ernennung zu, Ende Juni wurde der neue Rektor von Joachim Camerarius persönlich in sein Amt eingeführt. Über seine Amtsführung in Schulpforte ist nichts bekannt. Doch lässt sich aus der stetigen Weiterentwicklung der Schule und der Tatsache, dass Camerarius zwei seiner Söhne nach Schulpforte schickte und die Schule auch weiterempfahl, schließen, dass der Rektor seinen Aufgaben durchaus gewachsen war.
Doch wie schon seinen Vorgängern bereitete ihm das Verhältnis zum Schulverwalter große Probleme. Zwar hatte im Mai 1550 ein neuer Verwalter sein Amt angetreten, doch gerade mit diesem hatte er Differenzen. In einem Brief an Meurer vom 14. September 1550 sprach er den Wunsch aus, von Pforte wegzugehen und kehrte im Sommer 1551 an die Universität Leipzig zurück. Im Winter 1551/52 bekam er dort sogar die Würde des Rektors übertragen. Drei Jahre später folgte Landsidel erneut dem Ruf als Rektor an eine Schule und leitete bis 1557 das Stettiner Pädagogium. Er führte in Stettin Schulgesetze ein, die teilweise mit der Schulordnung in Pforta, der »Forma disciplinae« von 1546, übereinstimmen. Von Stettin kehrte er im Sommer 1557 wieder an die Leipziger Universität zurück und wird 1558 als Professor für Rhetorik erwähnt.

## Werke
- Thomae Linacri Britanni de emendata structura Latini sermonis libri VI: accessit libellus eiusdem Cam. de arte grammatica & figuris dictionum; Quae nunc primum in lucem edita fuerunt; Unä cum indice diligentißimo / recogniti a Joach. Cam. Pab. et locis unde exempla adducta fuerunt, indicatis 5 Caspare Landsidelio Lips. Leipzig 1545.
- Quintilianus, Marcus Fabius: M. Fabii Quintiliani liber decimus explicatus studio et industria Casparis Landsidelii. Leipzig 1548.
- In M. Fabii Quintiliani institutionum librum decimum doctissimorum virorum annotationes. Kempe Phil. Melanthonis, Jo. Veltcurionis, Jo. Stigelii, Casparis Landsidelii; summo studio digestae et editae per Stephanum Riccium / Philipp Melanchthon. Leipzig um 1570.